# U-779
U-779 – niemiecki okręt podwodny (U-Boot) typu VII C z okresu II wojny światowej. Okręt wszedł do służby w 1944 roku. Jedynym dowódcą był Oblt. Johann Stegmann.

## Historia
Wcielony do 31. Flotylli U-Bootów celem szkolenia załogi; nie odbył ani jednego rejsu bojowego i nie zatopił żadnej jednostki przeciwnika.
Poddany 5 maja 1945 roku w Cuxhaven (Niemcy), przebazowany do Loch Ryan (Szkocja). Zatopiony 17 grudnia 1945 roku  podczas operacji Deadlight ogniem artyleryjskim przez niszczyciel HMS „Onslow” i fregatę HMS „Cubitt”.